# Rogil
Rogil es una freguesia portuguesa del municipio de Aljezur, tiene 34,08 km² de área y 1182 habitantes (2001). Densidad: 34,7 hab/km².
- Datos: Q1611380
- Multimedia: Rogil / Q1611380